# Eliška Staňková
Eliška Staňková (* 11. listopadu 1984 Kraslice) je česká atletka, reprezentantka v hodu diskem, devítinásobná mistryně republiky.
Vystudovala Sportovní gymnázium v Plzni. Zde závodila do roku 2004 za TJ Sokol SG Plzeň-Petřín. Poté studovala na Fakultě tělesné výchovy a sportu UK v Praze. Závodila za PSK Olymp Praha, ale od roku 2013 je členkou AC Tepo Kladno.
Na Mistrovství Evropy v atletice 2012 skončila na 13. místě a na Mistrovství Evropy v atletice 2014 byla na 10. místě.
Zvítězila v anketě Sportovec Kladenska roku 2018, v kategorii ženy.

## Osobní rekord
- 60,48 m – Kolín, 2016